# Панін Петро Іванович (граф)
Па́нін Петро́ Іва́нович (нар. 1721 — пом.15 (26) квітня 1789) — військовий Російської імперії. Брав участь у колоніальних війнах у Румунії та Кримській державі. Начальник каральних військ Московщини під час національно-визвольної війни країн Поволжа (1775). 
Граф, генерал-аншеф, сенатор. Особистим секретарем генерала був український філософ Володимир Золотницький.

## Кар'єра

### Перша кримська війна
1736 розпочав військову службу солдатом лейб-гвардії Ізмайловському полку, того ж року був підвищений до офіцера та відправлений до армії на кримський театр Російсько-турецької війни. Брав участь в здобутті Перекопу та окупації столиці Кримської держави Бахчисараю.

### Семирічна війна
Служив під началом фельдмаршала Лассі під час російсько-шведської війни.

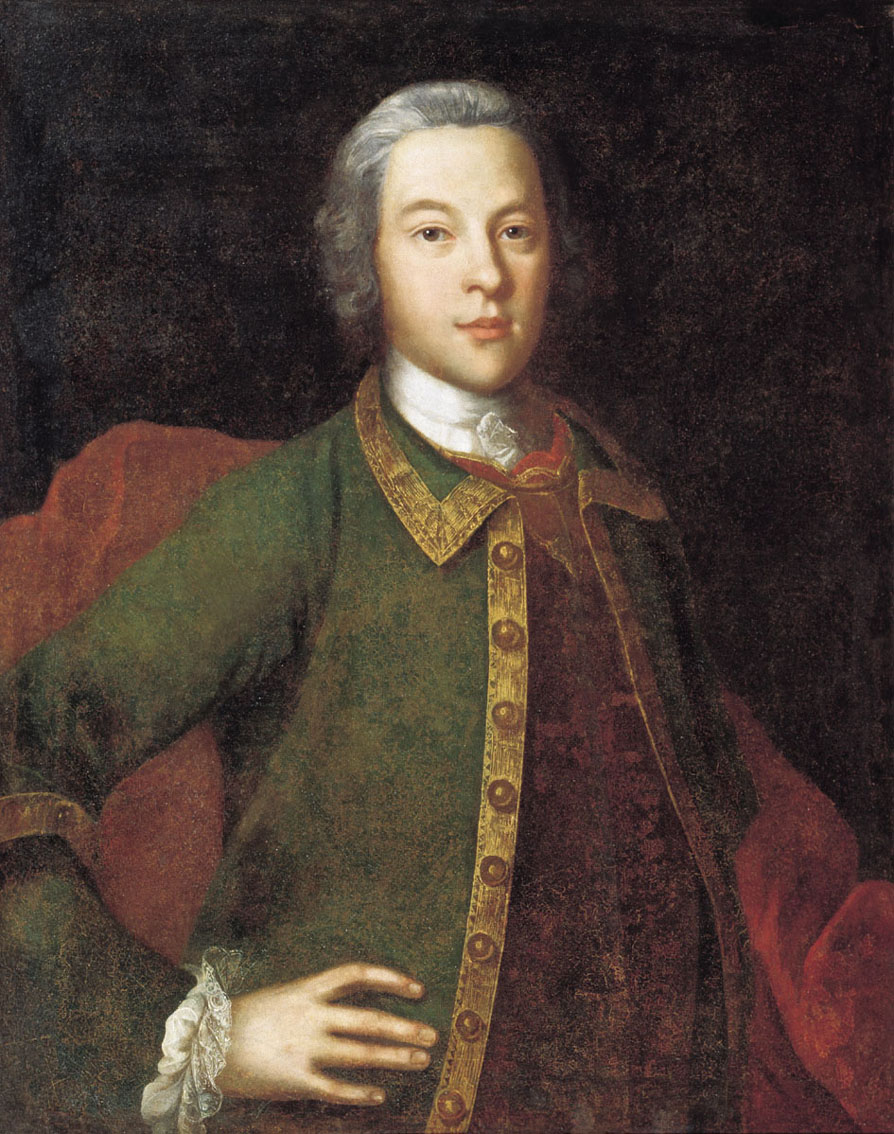
З портрету, написаного Вишняковим, 1742

1756 на початку Семирічної війни перебував у чині генерал-майора. Особливо відзначився в битві при Гросс-Егерсдорфі та битві при Цорндорфі.
1759 за перемогу у битві при Кунерсдорфі став генерал-поручиком.
1760 року разом з Чернишовим, Тотлебеном та Лассі, захопив Берлін. Керував Східною Пруссією в статусі тимчасового Кенігсбергського генерал-губернатора та російськими окупаційними силами в Померанії й Голштинії.
1762 при сходженні на престол Катерини II, Петро Панін зведений у генерал-аншефи та призначений сенатором і членом Ради.

### Друга кримська війна
1769 призначено командувачем 2-ї армії на російсько-турецька війна. Після убачі поблизу Бендер розташував війська на зимових квартирах між Бугом і Озівським морем, чим перешкодив Кримській державі провести контрнаступ.
У 1770 року керував взяттям фортеці Бендери. Під час облоги зумів схилити на свій бік буджацьких, білгородських та єдисанських татар.

### Опала
За успішні колоніальні походи Паніна нагороджено Орденом Святого Георгія, але звістку про перемогу було сприйнято імператрицею досить сухо, позаяк вона була незадоволена великими втратами та руйнуванням Бендер. Відчуваючи себе скривдженим, а також внаслідок загострення хвороби, Панін того ж року виходить у відставку.
Оселившись у Москві, Панін почав різко висловлювати своє незадоволення, що  дійшло до відома імператриці. Вважаючи його першим ворогом, себе персональним кривдником та зухвалим базікою, повеліла встановити за ним нагляд.

### Каральна війна проти Поволзьких країн
Національно-визвольна війна країн Поволжа проти Московщини повернула Паніна до військової справи. Завдяки намаганням графа Потьомкіна та брата Микити Івановича Паніна, імператриця після смерті Бібікова, в 1774 році доручила Паніну керівництво усім каральним військом супроти Пугачова та Казанською, Оренбурзькою і Нижньогородською губерніями. Невдовзі армія Пугачова була розгромлена, а він потрапив у полон. Панін звернув велику увагу на розбудову розорених губерній, протидію голоду, загальний безлад та бездіяльність місцевої адміністрації.
В 1775 Петро Панін отримав звільнення.
Сучасниками Петро Іванович Панін подається людиною гоноровою та властолюбною.
Він перший використав у російський армії єгерів під назвою стрільців та легку кінну артилерію. Був автором так званої полковничої інструкції.

## Родина
- Дружини:
  - Ганна Олексіївна Татищева (1729–1764)
  - Ганна-Марія Вейдель (?-1775) з 1767 року

- Діти:
  - від першого шлюбу: 17 дітей, що померли немовлятами або за життя батька
  - від другого шлюбу: 5 дітей, з них пережили батька лише двоє: син Микита (1770–1837) дипломат і віце-канцлер та донька Софія (1772–1833)